# Güsten
Güsten ist eine Kleinstadt in der Verbandsgemeinde Saale-Wipper im Salzlandkreis in Sachsen-Anhalt.

## Geographische Lage
Der Ort liegt nordöstlich von Aschersleben auf halber Strecke zwischen Bernburg und Aschersleben im Tal der Wipper kurz vor deren Mündung in die Saale. Durch Güsten fließt auch die Liethe, ein Abzweig der Wipper, der in die Bode mündet.
Zu Güsten gehört der Ortsteil Osmarsleben. Zum 1. Januar 2010 wurden Amesdorf und Warmsdorf, die bis dahin von der Stadt Staßfurt verwaltet wurde, nach Güsten eingemeindet. Außerdem wurde Güsten zum 1. Januar 2010 Teil der neuen Verbandsgemeinde Saale-Wipper.

## Geschichte
Frühere Namen von Güsten waren Guddenstein, Gustein und Gusthen.
Erstmals wurden zwei Sattelhöfe als Rittersitze mit dem Namen Güsten in einer Urkunde des Kaisers Otto I. aus dem Jahr 970 erwähnt. Bis dahin war keine Ortssiedlung zu erkennen. 1373 erhielt Güsten von den anhaltinischen Fürsten Heinrich IV. und Otto III. von Anhalt, welche Söhne des Bernhard III. (Anhalt) waren, das Stadtrecht. Güsten gehörte damals noch zur Linie der Fürsten Anhalt-Bernburg. Trotzdem blieb Güsten relativ klein. Es blieb ein Ort ohne nennenswerten Kern, der von Rittergütern begrenzt war. Im Jahr 1600 hatte Güsten gerade einmal ca. 800 Einwohner. Der Ort blieb dörflich geprägt und vorwiegend der Landwirtschaft gewidmet mit den dazugehörenden Handwerkern. Kurz vor dem Dreißigjährigen Krieg lebten 27 Bauern in der Stadt. Güsten verfügte damals über eine Stadtmauer. Das Magdeburger Tor (1617) und das Hallesche Tor (1681) entstanden, als das Militär solche Mauern längst überwinden konnte. Vermutlich dienten die Mauern eher der Kontrolle als dem Schutz. Die Verwaltung und Herrschaft wurde vom nahegelegenen Schloss Warmsdorf aus gesteuert, wo die Fürsten Anhalts zeitweise ihren Sitz hatten. Das Amt Warmsdorf wurde mehrfach durch Teilung von Anhalt-Bernburg getrennt. Als Exklave gehörte Warmsdorf zeitweise zu Anhalt-Dessau, deren Mitregent Georg III. (1507–1553) das dortige Schloss erbauen ließ. Später wurde Warmsdorf mit Güsten dem Fürstenhaus Anhalt-Köthen zugeordnet. Dem Fürsten Leopold von Anhalt (1694–1728) diente es beispielsweise als Abfindung für seinen Bruder August Ludwig (1677–1755). Deshalb sind Güsten und die umliegenden Orte von Chausseehäusern umgeben, die ehemaligen Zoll- und Grenzpunkte innerhalb der Fürstentümer Anhalts. Die Tore dienten allein der Abwehr der Pestgefahr, um hier Fremde in Augenschein zu nehmen.
Im Jahr 1487 wurde ein St.-Hedwig-Hospital am heutigen Hospitalplatz gebaut. Im Jahr 1609 wurde auch erstmals ein Schulbau erwähnt, sowie die Errichtung des Rathauses, des Staßfurter Tores oder des Hospitals. 1611 brach die Pest in der Stadt aus. Im Dreißigjährigen Krieg wurde Güsten neun Mal geplündert, bis nur noch drei Familien übrig blieben. Im Jahr 1691 wütete ein verheerender Stadtbrand. Die danach auf den Ruinen errichtete Siedlung heißt heute noch Neustadt. 1692 wurde zum ersten Mal der Ausspannhof Großer Gasthof vor dem Tore, der heutige Schwarze Bär erwähnt, der auch einen Halt der Postkutsche Dessau/Quedlinburg vorsah. 1750 folgte die Postlinie Aschersleben/Halle und 1782 Magdeburg/Mansfeld. Damit wurde Güsten erstmals Verkehrsknotenpunkt. Die Zeit der französischen Besatzung durch Napoleon ging für Güsten glimpflich aus. Bis auf ein Gefecht 1813 mit den Truppen Schills wurde diese Region aus dem Geschehen herausgehalten. Die Stadt wuchs ständig, auch außerhalb der Tore im Sichstal, den Ratswiesen und am Ratsteich. Die Landwirtschaft wurde von drei Rittergütern und zwei fürstlichen Domänen bestimmt.
Bedeutend wurde Güsten mit der Industrialisierung. Am 10. Oktober 1865 fuhr der erste Zug von Bernburg nach Aschersleben auf der neuen Eisenbahnstrecke und hielt dabei in Güsten. Ein halbes Jahr später fuhr der erste Zug ins benachbarte preußische Staßfurt, wo der Salz- und Kalibergbau florierte. 1878 wurde die Strecke Berlin-Wetzlar als militärisch-strategische Kanonenbahn fertig. Zwischen Güsten und Amesdorf entstanden ein Güterbahnhof, Güterschuppen und Rangiereinrichtungen. Diese prägen die Stadt bis ins 20. Jahrhundert. Im Konkurrenzkampf Preußens und Anhalts um das Salz wurden nicht nur in Leopoldshall, sondern auch in Güsten Schächte gebaut. Diese bewirkten ein weiteres Wachsen der Stadt. 1914 wohnten 5300 Einwohner in der Stadt. In dieser Zeit entstanden 1883 die heutige Schule am Markt, 1892 die Post und 1903 die katholische Kirche im typischen Backsteinbau der damaligen Zeit. Auch das Rathaus erhielt 1905/1906 seinen Turm. Es entstanden Vereine für Sport und Kultur, von denen viele noch immer existieren. Aber auch antisemitische Vereine entstanden. Die Synagoge stand in der damaligen Tempelgasse, der heutigen Schmalen Gasse und wurde unter den Nazis geschändet und schließlich zerstört. 1919 wurde der Sportplatz Am Stadion errichtet, die Badeanstalt 1927. Das Herzogtum Anhalt wurde 1918 zum Freistaat.
Im Zweiten Weltkrieg entging Güsten durch Glück einem Inferno. Weil Piloten der Royal Air Force die überschwemmte Liethe und Wipper für einen See hielten, wurde 1940 die geplante Bombardierung des Bahnhofs abgebrochen. Am 17. April 1945 erreichten US-Soldaten Güsten. Bis zum 30. Juni 1945 blieb die Stadt unter amerikanischer Besatzung, bis die sowjetischen Truppen die Verwaltung übernahmen. Mit der Enteignung der drei Güter in Güsten im Zuge der Bodenreform wurden Neubauern angesiedelt und für diese typische Häuser errichtet, so in der Siedlung oder im Warmsdorfer Weg. 1952 erfolgte die Gründung der LPG.
Am 1. Juli 1950 wurde die bis dahin eigenständige Gemeinde Osmarsleben eingegliedert. Seit 1952 gehörte Güsten mit der neuen Verwaltungsstruktur für 42 Jahre zum Kreis Staßfurt und dem südlichsten Zipfel des Bezirkes Magdeburg.
Nach der politischen Wende gehörte Güsten zunächst zum Landkreis Bernburg, der ab 2007 nach einer Kreisgebietsreform im Salzlandkreis aufging. Nach der jüngsten Verwaltungsgebietsreform konnte durch die Gründung der Verbandsgemeinde Saale-Wipper mit den Gemeinden Alsleben (Saale), Plötzkau, Ilberstedt und Giersleben eine Eingemeindung verhindert werden. Seit 2010 sind die ehemaligen Gemeinden Amesdorf und Warmsdorf Ortsteile von Güsten.

## Politik

### Stadtrat
Nach der Wahl 2019 hat der Stadtrat 16 Mitglieder:
- CDU: 5 Sitze
- SPD/BfB: 5 Sitze
- DIE LINKE: 4 Sitze
- AFD: 1 Sitz
- Fraktionslos: 1 Sitz[5]

### Bürgermeister
Michael Kruse ist seit 7. Juli 2022 Bürgermeister der Stadt Güsten und hat Helmut Zander nach 21 Jahren abgelöst.

### Wappen
| | Blasonierung: „In Silber eine schwebende rote Burg mit zwei zweistöckig gezinnten, durch einen gezinnten hohen Mauerbogen verbundenen Türmen hinter einer niedrigen gezinnten, schwarzgefugten roten Mauer. Die Türme mit golden beknauften blauen Spitzdächern und je zwei Fensteröffnungen untereinander, davon die oberen kleiner und rechteckig, die unteren rundbogig. Zwischen den Türmen ein eingebogener silberner Halbrundschild: darin in Silber ein schreitender schwarzer Bär mit ausgeschlagener roter Zunge, goldener Krone und goldenem Halsband auf einer schrägrechts ansteigenden schwarzgefugten roten Zinnenmauer mit geschlossenem goldenen Tor.“ |
| Wappenbegründung: Die Farben der Stadt wurden 1896 vom anhaltischen Staatsministerium mit Schwarz - Rot bestimmt. Das heute gültige Wappen aus der Zeit um 1600 ist eine abgewandelte Nachbildung jenes Wappens, das Güsten zugleich mit der Stadtrechtverleihung erhielt. Der Bär wurde ursprünglich wachsend über dem schwarz-silbern geschachten Schild der Grafen von Aschersleben gezeigt. Heute stellt der Schild im Torbogen das Wappen der Bernburger dar. Das Wappen wurde am 26. Juni 2000 durch das Regierungspräsidium Dessau genehmigt. | |

### Flagge
Die Flagge ist schwarz - rot (1:1) gestreift. Das Stadtwappen ist mittig auf die Flagge aufgelegt.

### Städtepartnerschaft
Eine Städtepartnerschaft besteht mit Kreiensen.

## Kultur und Sehenswürdigkeiten

### Gedenksteine
- Gedenkstein auf dem Ortsfriedhof für den kommunistischen Spanienkämpfer Walter Munke, der 1942 im KZ Mauthausen ermordet wurde
- Gedenktafel von 1970 am Schulhort Stadtgraben 13 zur Erinnerung an die dort gequälten sowjetischen Kriegsgefangenen während des Zweiten Weltkrieges
- Gedenkstein und zwei Informationstafeln am Eingang zum jüdischen Friedhof Rathmannsdorfer Straße zur Erinnerung an die Opfer der Shoa
- Gedenktafel an der ehemaligen POS Karl-Marx zur Erinnerung an den kommunistischen Widerstandskämpfer Werner von Trittenbein, ermordet 1944
- Menhir von Güsten

### Kirchen

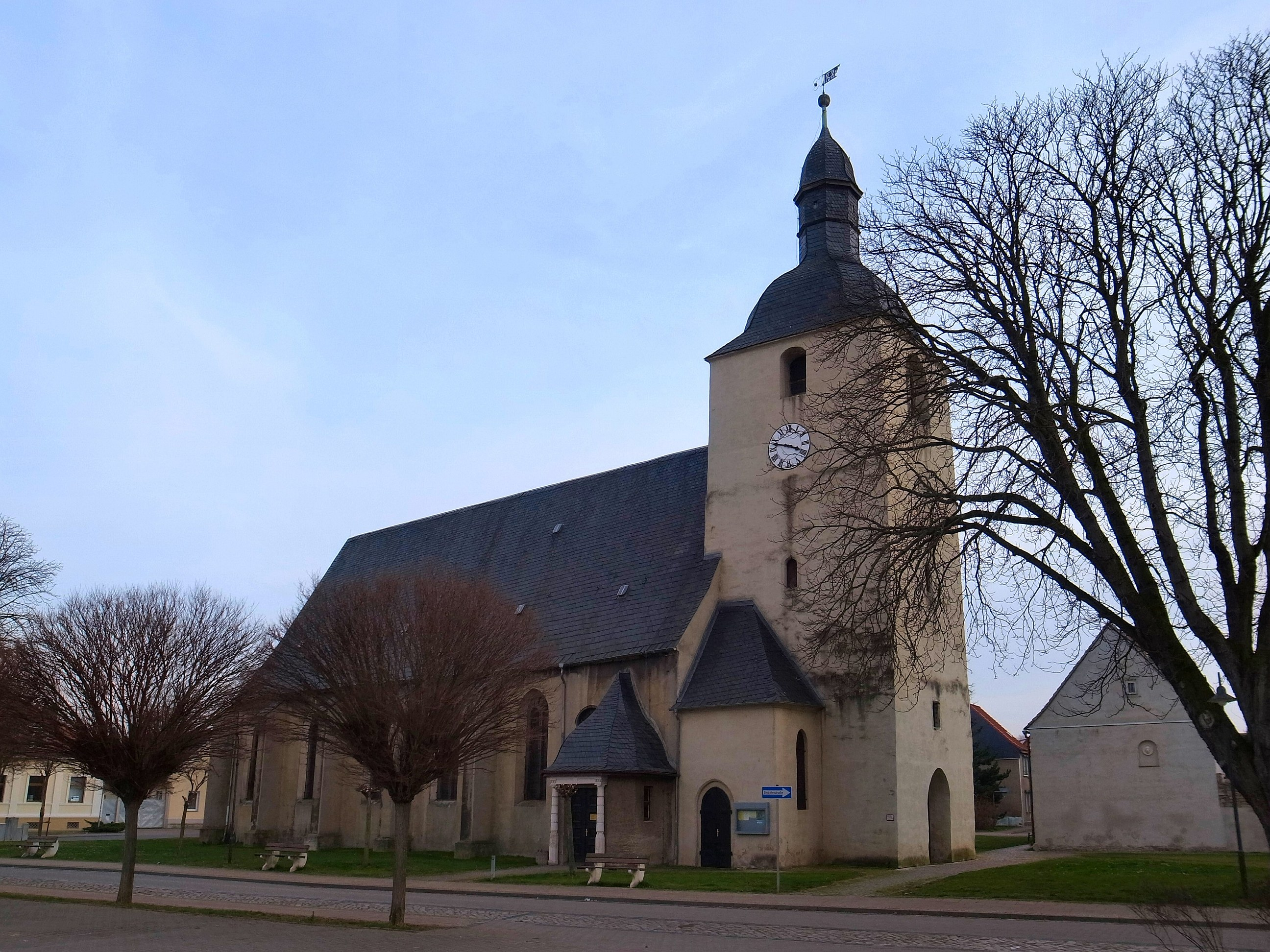
Kirche St. Vitus

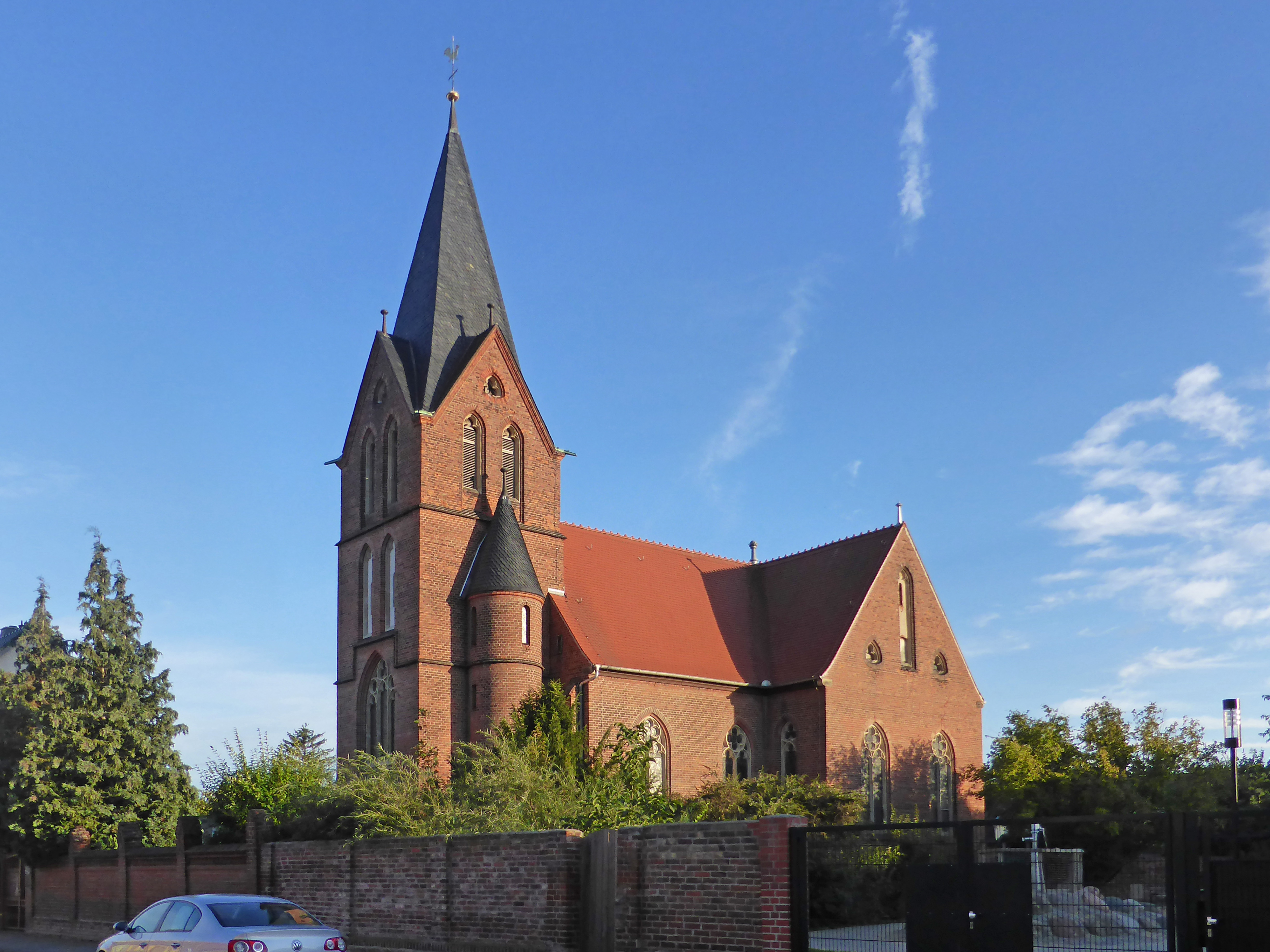
Kirche St. Marien

#### Vituskirche
In der Nähe des Hospitalplatzes steht die St.-Vitus-Kirche, deren Gründung zwar unbekannt ist, deren Namensgeber, der Veit auf sächsische Wurzeln hindeutet. Der jetzige gotisch empfundene Bau ist ein Neubau, einer der wenigen nach der Reformation aus dem Jahr 1591 auf einer früheren Kapelle.
Die Orgel ist von Fa. Fleischer & Kindermann. Von ursprünglich drei Glocken ging eine im Ersten Weltkrieg verloren, eine weitere im Zweiten Weltkrieg.

#### Marienkirche
Die katholische St.-Marien-Kirche entstand von 1901 bis 1903 nach Plänen von Arnold Güldenpfennig im Baustil der Neugotik. Ihr Flügelaltar ist ein Werk des Kunstmalers Walter Möbius, ihre Orgel wurde von der Eggert Orgelbau-Anstalt unter Anton Feith jr. erbaut.

## Wirtschaft und Infrastruktur

### Verkehr
Güsten besitzt eine Abfahrt an der Bundesautobahn 36 (Nordharzautobahn).
Güsten ist ein Bahnknoten an den Bahnstrecken (Magdeburg–)Schönebeck–Güsten, Köthen–Aschersleben und in Richtung Sandersleben (weiter nach Halle oder Erfurt). Die Kanonenbahn über Calbe nach Berlin ist stillgelegt. Als Eisenbahnstützpunkt hatte Güsten Bedeutung durch seine Lage nördlich der Harzausläufer. Als Gegenpart zu Sangerhausen, das an den südlichen Ausläufern liegt, waren in beiden Orten die Lokomotiven für die Harzquerung der Kanonenbahn stationiert. Das Bahnbetriebswerk Güsten wurde 1995 geschlossen, auf dem Gelände wurde 2013 auf einer Fläche von ca. 10 Hektar ein Solarkraftwerk in Betrieb genommen.

### Ansässige Unternehmen
Es sind verschiedene mittelständische Industrie- und Gewerbebetriebe ansässig.

### Öffentliche Einrichtungen
Güsten hat sechs Friedhöfe, darunter einen jüdischen Friedhof, sowie einen Friedhof in Osmarsleben, Amesdorf und Warmsdorf. Der jüdische Friedhof liegt am Bahnübergang nach Rathmannsdorf und ist der älteste Friedhof des Ortes.
Die Freiwillige Feuerwehr der Stadt Güsten, mit angeschlossener Jugendfeuerwehr und Kinderfeuerwehr sorgt für den Brandschutz und die allgemeine Hilfe.

## Persönlichkeiten

### Söhne und Töchter des Ortes
- Samuel Mosbach, der Ältere (1556–1603), Jurist, Kanzler des Kurfürstentums Sachsen
- Johann Georg von Lehmann (1688–1750), preußischer Generalmajor, Regimentschef und Festungskommandant
- Johann Georg Heinrich Salmuth (1752–1825), Arzt und Stadtphysikus in Güsten, Physikus der Grafschaft Warmsdorf
- Arno Philippsthal (1887–1933), Arzt und eines der ersten jüdischen Opfer der nationalsozialistischen Herrschaft in Berlin
- Ehrhardt Hamann (1900–unbekannt), Arzt und Hochschullehrer
- Walter Munke (1906–1942), Politiker, Schriftsteller und Interbrigadist
- Waldemar Beyer (1909–1952), Bibliothekar sowie Polizeibeamter und SS-Obersturmführer
- Ernst-Otto Reher (1936–2016), Verfahrenstechniker und Professor, Pionier der Technischen Rheologie sowie Experte für Allgemeine Technologie
- Bernd Janowski (1957–2023), Fotograf

### Personen mit Bezug zu Güsten
- August Carl Alexander von Zanthier (1734–1815), hessischer und anhaltischer Hofbeamter und Schriftsteller, Gutsbesitzer in Güsten, starb in Güsten
- Carl August von Madai (1739–1816), Mediziner, Unternehmer und Numismatiker, Erbherr von Güsten
- Julius Kraaz (1822–1889), Jurist, Zuckerfabrikant und Mitglied des Deutschen Reichstags, starb in Güsten